# Valeria y Maximiliano
Valeria y Maximiliano (no Brasil, Valéria e Maximiliano) é uma telenovela mexicana produzida por Carlos Sotomayor para a Televisa e transmitido pelo Las Estrellas entre 26 de dezembro de 1991 a 1 de maio de 1992, substituindo La pícara soñadora e sendo substituída por De frente al sol. A novela é uma adaptação moderna de E o Vento Levou. 
Foi protagonizada por Leticia Calderón e Juan Ferrara, com atuações estrelares de Cecilia Gabriela, Arturo Peniche, Magda Guzmán, Rosita Arenas, Gina Romand e  Carlos Bracho e antagonizada por Ana Colchero e Marco Muñoz.

## Enredo
Valeria Landero é uma menina rica e arrogante, acostumada que seus pais atendam todos os seus caprichos e fantasias, vivendo como uma rainha. Seu pai Miguel Landeros é um empresário próspero e bem sucedido com um alto prestígio social, marido de Branca e também pai de Dulce e Susanna. Miguel é dono de uma corretora e Branca é um médica bem sucedida, que tem uma clínica privada onde ela trabalha completamente feliz sem depender completamente do marido. Valeria termina seus estudos e começa a trabalhar ao lado de seu pai, onde demonstra ser uma mulher capaz e inteligente, ao contrário de suas irmãs que têm uma natureza mais calma, especialmente Dulce que sofre de doença renal e vive a vida sempre tranquila para não piorar a sua saúde. 
Patricio, um amigo da família, volta do exterior e ao chegar, pede para falar com Don Miguel. Valeria que sempre foi apaixonada por ele, pensa que o amor é correspondido e imagina que a conversa entre Miguel e Patricio é referente ao seu casamento. Para a surpresa de Valeria e de toda a família, Patricio pede a mão de Dulce, uma vez que eles tiveram um relacionamento secreto por vários meses. Furiosa, Valeria não está disposta a deixar que essa união aconteça. Patricio veio acompanhada por um grande amigo, Maximilian um jovem empresário rico e muito bem sucedido. Ele se sente fortemente atraído pelo caráter de Valeria, mas resisti ao fato de não querer qualquer compromisso. Valeria entretanto sente raiva por Maximilian ser o único homem que resiste a seus encantos e não cede aos seus caprichos. 
A desgraça chega para a família Landero quando Valeria rejeita a Román, trabalhador agência Miguel. Como forma de vingança, este planeja uma fraude que envolve Miguel e seu sócio Julio, com o desaparecimento de vários milhões de dólares. Miguel está preso e o governo apreende seus bens até que se comprove a culpa de Miguel na fraude. Além dos problemas econômicos, o Landeros recebem outro golpe quando Branca pegar AIDS, através da análise da amostra de sangue de um paciente. Valeria tenta desesperadamente ajudar sua família por todos os meios, vendendo o pouco que salva e à procura de trabalho, mas não ganha nada por causa da fama que sua família ganhou. Valeria conhece Salvador, um homem fraco e tímido que ama Susana, mas ao saber que é dono de uma das principais empresas, organiza tudo para que se casem. Susana desprezada, cai nas garras de Romano, que ele não poderia provar nenhuma relação com a fraude e goza de bens econômicos com os quais os restos feliz. 
Valeria ainda é apaixonado por Patrick , mesmo ele estando casado com Dulce. A saúde desta piora. Maximiliano observa todas as manobras e truques de Valeria para não cair em ruínas. Pouco a pouco, os dois se entendem e conseguem resolver seus problemas pessoais. Salvador é morto por uma multidão de empregados em seu negócio e Maximiliano pede ajuda a Valeria. Ela aceita seu pedido de casamento e eles se casam rapidamente. Mas o casamento deles está cheio de equívocos e dúvidas, porque nenhum dos dois acreditam no amor sincero. Susana se transforma em inimiga da sua irmã começa a levantar dúvidas sobre Maximiliano e assim Valeria cai em desgraça.

## Elenco
- Leticia Calderón - Valeria Landero
- Juan Ferrara - Maximiliano Riva
- Ana Colchero - Susana Landero
- Marco Muñoz - Román de la Fuente
- Arturo Peniche - Patricio del Val (Patrick na dublagem)
- Cecilia Gabriela - Dulce Landero
- Magda Karina - Nydia Ramos
- Gina Romand - Mercedes Ramos
- Rubén Rojo - Julio Souberville
- Rosita Arenas - Blanca Landero
- Claudio Obregón - Ernesto Ramos
- Carlos Bracho - Miguel Landero
- Magda Guzmán - Eugenia Landero "Mamá U"
- Eugenia Avendaño - Tía Nena
- Juan Carlos Muñoz - Salvador Becerril
- Daniela Durán - Lucy Mora
- Héctor Parra - Dr. José Sánchez
- Hugo Acosta - Alberto de la Garza
- Luis Uribe - Capitán Manuel Nava
- Ricardo Leal - Oficial Noriega
- Jorge Salinas - Damián Souberville
- Israel Jaitovich - Juan Pablo Souberville
- Guillermo Quintanilla - Matías
- Humberto Yáñez - Jiménez
- Cuca Dublán - Tomasa
- Rubén Camelo - Toño
- Tere Rábago - Benita
- Vivian Gray - Angélica Corso
- Georgina Pedret - Verónica
- Guadalupe Bolaños - Lety
- Pepe Luke
- José María Negri - Fausto
- Graciela Bernardos - Psiquiatra

## Exibição

### No México
Apesar do fato de que a maioria das telenovelas da Televisa estreiam na segunda-feira, Valeria y Maximiliano estreou na quinta-feira, já que a emissora de televisão não queria que fosse lançada até depois do Natal. Nos dias 23 e 24 de dezembro (segunda e terça), foi transmitido um resumo especial da telenovela anterior, La pícara soñadora, e na quarta-feira, 25 de dezembro, um programa especial para apresentar Valeria y Maximiliano.
Foi reprisada pelo canal TLNovelas entre 20 de setembro de 1999 a 21 de janeiro de 2000.
Foi reprisada pelo seu canal original entre 17 de julho e 1 de setembro de 2000, às 17:00, substituindo Ramona e sendo substituída por El precio de tu amor.

### No Brasil
Foi exibida no Brasil pela Rede Manchete entre 16 de novembro de 1992 e 6 de março de 1993, em 96 capítulos, às 19h30. A trama não teve o mesmo êxito, como no seu país de origem.

## Prêmios e indicações

### Prêmio TVyNovelas de 1993
| Categoría                 | Nominado(a)      | Resultado |
| ------------------------- | ---------------- | --------- |
| Melhor telenovela         | Carlos Sotomayor | Indicado  |
| Melhor atriz protagonista | Leticia Calderón | Indicado  |
| Melhor ator protagonista  | Juan Ferrara     | Indicado  |
| Melhor ator antagonista   | Marco Muñoz      | Indicado  |
| Melhor atriz coadjuvante  | Cecilia Gabriela | Indicado  |